# Moldavite
Le moldaviti sono una delle quattro principali specie di tectiti conosciute: sono state formate circa 15 milioni di anni fa dallo stesso evento che diede origine al cratere di Nördlingen e al cratere di Steinheim.